# Décès en 1130
Décès
- 1126
- 1127
- 1128
- 1129
- 1130
- 1131
- 1132
- 1133
- 1134

Cette page dresse une liste de personnalités mortes au cours de l'année 1130 :
- Février : Bohémond II d’Antioche, prince normand d'Italie, 2e prince de Tarente et 2e prince d'Antioche.
- 13 février : Honorius II, pape.
- 1er mars: Venceslas Henri d'Olomouc, duc d'Olomouc en Moravie.
- 26 mars : Sigurd Ier de Norvège, roi de Norvège.
- 7 octobre : Hermann II de Bade, comte du Brisgau, margrave titulaire de Vérone et margrave de Bade.
- 8 octobre : Mansur al-Amir Bi-Ahkamillah, 10e calife fatimide et le 20e Imam mustalien.
- 11 novembre : Thérèse de León, régente du Portugal.

- Abol-Faraj Runi, maître de la poésie persane.
- Adolphe Ier de Holstein, comte de Schaumbourg et de Holstein.
- Aénor de Châtellerault, duchesse d'Aquitaine.
- Angus Mac Aedh, mormaer (chef de clan) de Moray (Écosse).
- Baudri de Bourgueil, abbé de Bourgueil, archevêque de Dol et chroniqueur.
- Élisabeth-Rose, ou Rose de Rozoy, comtesse de Bar-sur-Aube, moniale de Chelles puis ermite.
- Henri Raspe I, noble allemand.
- Ibn Toumert, réformateur berbère musulman.
- Imad al-Dawla Abdelmalik, roi de la dynastie houdide de la taïfa de Saragosse.
- Thomas de Marle, sire de Coucy, seigneur de La Fère.
- Alberico Tomacelli, cardinal italien.

date incertaine (vers 1130)
- Laugier d'Agoult, évêque d'Apt.

## Crédit d'auteurs
- Cet article est partiellement ou en totalité issu de l'article intitulé « 1130 » (voir la liste des auteurs).